# Lancaster (Ohio)
Lancaster és una ciutat dels Estats Units a l'estat d'Ohio. Segons el cens del 2000, Lancaster tenia 35.335 habitants, 14.852 habitatges, i 9.564 famílies. La densitat de població era de 755 habitants/km².
Dels 14.852 habitatges en un 30,5% hi vivien nens de menys de 18 anys, en un 47,9% hi vivien parelles casades, en un 12,9% dones solteres, i en un 35,6% no eren unitats familiars. En el 30,3% dels habitatges hi vivien persones soles el 13,5% de les quals corresponia a persones de 65 anys o més que vivien soles. El nombre mitjà de persones vivint en cada habitatge era de 2,35 i el nombre mitjà de persones que vivien en cada família era de 2,91.
Per edats la població es repartia de la següent manera: un 24,6% tenia menys de 18 anys, un 9,3% entre 18 i 24, un 29% entre 25 i 44, un 21,2% de 45 a 60 i un 16% 65 anys o més.
L'edat mediana era de 36 anys. Per cada 100 dones de 18 o més anys hi havia 85 homes.
La renda mediana per habitatge era de 33.321 $ i la renda mediana per família de 39.773 $. Els homes tenien una renda mediana de 30.462 $ mentre que les dones 23.023 $. La renda per capita de la població era de 17.648 $. Aproximadament el 8,7% de les famílies i el 10,6% de la població estaven per davall del llindar de pobresa.

## Poblacions properes
El següent diagrama mostra les poblacions més properes.